# 유미
유미(본명: 오유미, 1977년 12월 13일 ~ )는 대한민국의 가수이다.

## 학력
- 충주예성국민학교 (졸업)
- 충주북여자중학교 (졸업)
- 충주예성여자고등학교 (졸업)

## 생애
유미(오유미)는 1977년 12월 13일 대한민국 충청북도 충주시에서 태어났다. 2000년 데뷔앨범 《가라》를 발표하였으며 이후 싸이더스 HQ로 소속사를 옮겨 2002년 정규앨범 1집 타이틀곡 〈사랑은 언제나 목마르다〉로 정식 데뷔했다. 당시 발매한 앨범의 타이틀곡 뮤직비디오에는 정우성, 전지현이 출연하여 화제가 되었으며 '2% 부족할 때'라는 음료수의 CF 배경음악으로 쓰이면서 화제를 모았다.

2004년에는 내 여자친구를 소개합니다의 OST앨범 안에 포함된 두번째 시디(유미 싱글)를 냈었다.

2005년에는 두번째 정규앨범 타이틀곡 〈추억이 시간이 지운다〉로 활동했다.

2006년에는 김아중, 주진모 주연의 영화 《미녀는 괴로워》가 흥행을 했고 특히 이 영화의 OST에 유미도 참여하였다. 참고로 영화 마지막에 흘러나오는 〈별〉이란 곡을 통해서 참여하였다.

2008년에는 정규앨범 3집 타이틀곡 《여자라서 하지 못한 말》로 방송활동을 하였다.

2012년 12월 10일 녹화한 《불후의 명곡: 전설을 노래하다》 엄정화 편 2부 무대에서 선보인 〈배반의 장미〉를 통해 방송 이후 많은 화제가 되었다.

2013년 〈눈물나는 얘기(나인)〉, 〈Last One(주군의 태양)〉 그리고 2013년 10월에는 디지털 싱글 〈싸구려 반지〉를 발표하였다.

## 앨범 목록

### 앨범
- 2000년 《Yumie First Album》
- 2002년 《Sad》
- 2005년 《Another Stroy》
- 2008년 《Memory & Melody》

### 싱글
- 2004년 《내 여자친구를 소개합니다》
- 2008년 《The Musium - Jazz Hiphop Symphony》 - 03.사랑보다 낯선(Feat.유미)
- 2009년 《퍼플아이 프렌즈》 (Various Artists)
- 2010년 《홍경민 10집》 - 03.진이 (Feat. 유미, 하주연 of 쥬얼리)
- 2010년 《추억이 녹슬다》 (PK 헤만, 유미)
- 2012년 《허밍 어반 스테레오》 - Give me your tonight (Feat.Youme)
- 2013년 《싸구려 반지》
- 2016년 《이 노래 좀 들어주라》
- 2017년 《사랑 그런거 안해요》 (with 정립)
- 2018년 《love love》

### OST
- 2002년 《연애소설 OST》 - 04.추억이 더 아름다운..., 10.바보같은 나
- 2004년：《내 여자 친구를 소개합니다 (Windstruck) OST》 - 01-05
- 2006년 《미녀는 괴로워 OST》 - 02.별, 08.Miss You Much
- 2008년 《우리집에 왜왔니 OST》 - 03.반대말
- 2011년 《로맨스가 필요해 OST Part 3》 - 나무토막
- 2013년 《나인: 아홉 번의 시간여행 OST Part 5》 - 눈물나는 얘기
- 2013년 《주군의 태양 OST Part 8》 - Last One
- 2014년 《삼총사 OST Part 4》 - 꽃이 피듯

## 출연작

### 영화
- 2004년 내 여자친구를 소개합니다 - 거리축제 가수 역
- 2006년 미녀는 괴로워 - 음악보문 역
- 2007년 죽어도 해피엔딩 - 스타일리스트 역

### 예능
- 2012년 ~ 2013년 KBS2 《불후의 명곡 - 전설을 노래하다》
- 2016년 MBC 《미스터리 음악쇼 복면가왕》 - 독을 품은 백설공주
- 2016년 JTBC 《투유프로젝트 슈가맨》
- 2020년 SBS 《불타는청춘》 - 새친구 출연
- 2020년 ~ 2021년 JTBC 《싱어게인》
- 2021년 MBC 《미스터리 음악쇼 복면가왕》 - 탄생석 받고 가왕석으로! 5월의 에메랄드 (제153~155대 가왕)

## 수상
- 2002년 Mnet KM 뮤직비디오 페스티벌 (MKMF) 여자 신인상